# Erzbistum Yucatán
Das Erzbistum Yucatán (lat.: Archidioecesis Yucatanensis) ist eine in Mexiko gelegene römisch-katholische Diözese mit Sitz in Mérida. 

## Geschichte
Das heutige Erzbistum wurde am 18. November 1561 durch Papst Pius IV. als Bistum Yucatán (Mérida) errichtet und dem Erzbistum Mexiko als Suffragan unterstellt. Erster Bischof war der Franziskaner Francisco de Toral, doch deutlich bekannter wurde der zweite Bischof: Diego de Landa.
Am 11. November 1906 wurde das Bistum durch Papst Pius X. mit der Apostolischen Konstitution Quum Rei Sacrae zum Erzbistum erhoben. Erster Erzbischof war Martín Tritschler y Córdoba.